# Wolf-Erich-Kellner-Preis

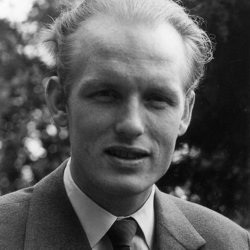
Wolf Erich Kellner (vor 1964)

Der Wolf-Erich-Kellner-Preis ist ein deutscher Wissenschaftspreis, der seit 1966 von der Wolf-Erich-Kellner-Gedächtnisstiftung für Arbeiten über Grundlagen, Geschichte und Politik des Liberalismus vergeben wird. Der mit 2000 Euro dotierte Preis ist nach Wolf Erich Kellner benannt und wird treuhänderisch von der Friedrich-Naumann-Stiftung für die Freiheit für die Wolf-Erich-Kellner-Gedächtnisstiftung verwaltet.

## Preis
Von der Wolf-Erich-Kellner-Gedächtnisstiftung werden alljährlich Arbeiten aus den verschiedensten Fachrichtungen, insbesondere der Geistes-, Sozial-, Rechts- und Wirtschaftswissenschaften ausgezeichnet, die im Sinne von Wolf Erich Kellner „in wissenschaftlich wertvoller Weise Grundlagen, Geschichte und Politik des Liberalismus im deutschen, europäischen und außereuropäischen Raum behandeln. Die Studien können theoretische, historische und zeitgeschichtliche Fragestellungen zum Gegenstand haben oder Gestalt und Entwicklung des gegenwärtigen Liberalismus in Politik, Wirtschaft oder Kultur behandeln.“ In den meisten Fällen handelte es sich bei den ausgezeichneten Arbeiten bisher um geschichtswissenschaftliche Dissertationen oder Habilitationsschriften.
Die Philipps-Universität Marburg vergibt einen Mittelalterpreis, der gleichfalls 1965 von Otto Kellner nach dem Tod seines Sohnes Wolf Erich gestiftet wurde. Die ursprünglich ausschreibende Wolf Erich Kellner-Stiftung wurde im Jahr 2005 aufgehoben.

## Preisträger
Zu den renommiertesten Preisträgern gehören die Historiker Lothar Gall (1968), Dieter Langewiesche (1974), Hartwig Brandt (1986), Eberhard Demm (1988), Günther Heydemann (1992), Christian Jansen (1998), Jörn Leonhard (1999) und die Historikerin Elke Seefried (2009).
- 1966: Michael Krejci für „Die Frankfurter Zeitung und der Nationalsozialismus 1923–1933“
- 1967: Regina Gottschalk für „Die Linksliberalen zwischen Kaiserreich und Weimarer Republik. Von der Julikrise 1917 bis zum Bruch der Weimarer Koalition im Juni 1919“ und 
Hans-Otto Rommel für „Die jungdemokratische Bewegung zur Zeit der Weimarer Republik. Versuch, die geschichtliche Entwicklung der Demokratischen Jugendbewegung in der Weimarer Republik aufzuzeigen“
- 1968: Lothar Gall für „Der Liberalismus als regierende Partei. Das Großherzogtum Baden zwischen Restauration und Reichsgründung“
- 1969: Eckart Pankoke für „Soziale Bewegung – Soziale Frage – Soziale Politik. Grundfragen der deutschen Sozialwissenschaft im 19. Jahrhundert“
- 1970: Detlev Acker für „Walther Schücking – eine Biographie unter besonderer Berücksichtigung von Schückings Tätigkeit in der Völkerbundbewegung“
- 1971: Werner Stephan für „Geschichte der Deutschen Demokratischen Partei“ und 
Stephan Graf Vitzthum für „Albert Hänel (1833–1918) – linksliberale Politik und materiale Staatsrechtslehre“
- 1972: Dieter Düding für „Der Nationalsoziale Verein 1896–1903“
- 1973: Werner Schiefel für „Bernhard Dernburg 1865–1937“
- 1974: Dieter Langewiesche für „Liberalismus und Demokratie in Württemberg – Zwischen Revolution und Reichsgründung“ und 
Horst Gründer für „Walter Simons als Staatsmann, Jurist und Kirchenpolitiker“
- 1975: Rainer Koch für „Demokratie und Staat bei Julius Fröbel. Struktur und Scheitern einer frühbürgerlichen Utopie“
- 1976: Jürgen C. Heß für „‚Das ganze Deutschland soll es sein‘. Demokratischer Nationalismus in der Weimarer Republik am Beispiel der Deutschen Demokratischen Partei“
- 1977: Karl Graf Ballestrem für „Die schottische Aufklärung. Moralphilosophie und Gesellschaftstheorie bei David Hume und Adam Smith sowie bei einigen ihrer Freunde“
- 1978: Gert Zang und Mitautoren für „Provinzialisierung einer Region. Regionale Unterentwicklung und liberale Politik in der Stadt und im Kreis Konstanz im 19. Jahrhundert. Untersuchungen zur Entstehung der bürgerlichen Gesellschaft in der Provinz“
- 1979: Monika Faßbender-Ilge für „Liberalismus – Wissenschaft – Realpolitik. Untersuchung des ‚Deutschen Staatswörterbuchs‘ von Johann Caspar Bluntschli und Karl Brater als Beitrag zur Liberalismusgeschichte zwischen 48er Revolution und Reichsgründung“
- 1980: Thomas Parent für „‚Passiver Widerstand‘ im preußischen Verfassungskonflikt – Die Kölner Abgeordnetenfeste“
- 1981: Susanna Gilbert-Sättele für „Hellmut von Gerlach (1866–1935) – Stationen eines deutschen Liberalen vom Kaiserreich zum ‚Dritten Reich‘“
- 1982: Theo Rütten für „Deutschland- und Gesellschaftspolitik der ost- und westdeutschen Liberalen in der Entstehungsphase der beiden deutschen Staaten“ und 
Peter Theiner für „Friedrich Naumann im Wilhelminischen Deutschland (1860–1919)“
- 1983: Rita Aldenhoff für „Schulze Delitzsch. Ein Beitrag zur Geschichte des Liberalismus zwischen Revolution und Demokratie“
- 1984: Dieter Hein für „Zwischen liberaler Milieupartei und nationaler Sammlungsbewegung – Gründung, Entwicklung und Struktur der Freien Demokratischen Partei 1945–1949“
- 1985: Marie-Lise Weber für „Ludwig Bamberger – Ideologie statt Realpolitik“
- 1986: Hartwig Brandt für „Parlamentarismus in Württemberg 1819–1870“
- 1987: Günter Mohrmann für „Partei und Programmkonstruktion. Eine Analyse von Organisationswirklichkeit und Innovationswirkung der Erstellung von Parteiprogrammen am Beispiel der Bremer Freien Demokratischen Partei“
- 1988: Eberhard Demm für „Ein Liberaler in Kaiserreich und Republik. Die politische Biographie Alfred Webers, 1868–1920“
- 1989: Michael Wettengel für „Die Revolution von 1848/49 im Rhein-Main-Raum. Politische Vereine und Revolutionsalltag im Großherzogtum Hessen, Herzogtum Nassau und in der Freien Stadt Frankfurt“
- 1990: Wolf Volker Weigand für „Walter Wilhelm Goetz (1867–1958). Eine biographische Studie über den Historiker, Politiker und Publizisten“
- 1991: Horst Sassin für „Liberaler Widerstand gegen den Nationalsozialismus“ und 
Hans-Georg Fleck für „Sozialliberalismus und Gewerkschaftsbewegung in Deutschland“
- 1992: Günther Heydemann für „Repression oder Reform? Die Stabilität des europäischen Staatensystems als Problem der britischen Deutschland- und Italienpolitik 1815–1848“
- 1993: Andreas Biefang für „Nationale Organisationen und nationale Eliten des politischen Bürgertums in Deutschland 1857–1867“
- 1994: Martin Liepach für „Das Wahlverhalten der jüdischen Bevölkerung. Zur politischen Orientierung der Juden in der Weimarer Republik“
- 1995: Anne Christine Nagel für „Martin Rade – Theologe und Politiker des sozialen Liberalismus. Eine politische Biographie“ und 
Claudia Lepp für „Der Deutsche Protestantenverein in den Jahren 1863 bis 1888. Eine kirchlich-liberale Antwort auf die Herausforderung der Moderne“
- 1996: Martina Neumann für „Theodor Tantzen – ein widerspenstiger Liberaler gegen den Nationalsozialismus“
- 1997: Ulrike von Hirschhausen für „Liberalismus im Umbruch. Die ‚Deutsche Zeitung‘ 1847–1850“
- 1998: Christian Jansen für „Einigkeit, Macht und Freiheit. Die Paulskirchenlinke und die deutsche Politik in der nachrevolutionären Epoche“
- 1999: Jörn Leonhard für „Sprachmengerei und Begriffsverwirrung. Komparative Studien zur historischen Semantik von Liberalismus im 19. Jahrhundert. Frankreich, Deutschland, Italien und England im Vergleich“
- 2000: Angelika Schaser für „Helene Lange und Gertrud Bäumer. Politik als Beruf vom Kaiserreich bis zur Bundesrepublik Deutschland“
- 2001: Heide-Marie Lauterer für „‚...über Gegensätze hinweg in eine neue Zukunft‘ – Lebenswege, politisches Selbstverständnis und Handeln von Parlamentarierinnen in Deutschland 1918–1953“ und 
Karl-Heinz Breier für „Leitbilder der Freiheit und ihre Bedeutung für die politische Bildung in einer Republik“
- 2002: Karl Heinrich Pohl (Hrsg.) für „Politiker und Bürger – Gustav Stresemann und seine Zeit“
- 2003: Michael Dreyer für „Hugo Preuß (1860–1925) – Biographie eines Demokraten“
- 2004: Harald Biermann für „Ideologie statt Realpolitik. Die außenpolitische Gedankenwelt der kleindeutsch-orientierten Liberalen nach dem Ende der 1848/49er Revolution bis zur Reichsgründung 1870/71“
- 2005: Manuel Borutta für „Liberaler Antikatholizismus – Deutschland und Italien im Zeitalter der europäischen Kulturkämpfe“ und 
Frank Möller für „Heinrich von Gagern. Eine Biographie“
- 2006: Jens Hacke für „Eine Philosophie der Bürgerlichkeit. Die Liberalkonservative Begründung der Bundesrepublik“
- 2007: Arndt Kremer für „Der Kampf um Sprache im deutsch-jüdischen Diskurs. Die liberalen deutschen Juden im Konflikt zwischen sprachbestimmter Kulturnation und rassischem Antisemitismus (1895–1933)“
- 2008: keine Preisvergabe
- 2009: Elke Seefried (Bearb.) für „Theodor Heuss. In der Defensive. Briefe 1933–1945“
- 2010: Sabine Mecking für „Gebietsreform und Bürgerwille. Demokratieentwicklung und Reform von Staat und Gesellschaft am Beispiel der kommunalen Neugliederung in Nordrhein-Westfalen“
- 2011: Volker Stalmann für „Bernhard Falk (1867–1944) – Erinnerungen eines liberalen Politikers“
- 2012: Klara Deecke für „Staatswirtschaft vom Himmel herabgeholt. Konzeptionen liberaler Wirtschaftspolitik in Universität und Verwaltung 1785–1845 – Ausprägungen und Brechungen am Beispiel Ostpreußens und Vorpommerns“ und 
Marko Kreutzmann für „Die höheren Beamten des Deutschen Zollvereins. Eine bürokratische Funktionselite zwischen einzelstaatlichen Interessen und zwischenstaatlicher Integration (1834–1871)“
- 2013: Mark Schweda für „Entzweiung und Kompensation. Joachim Ritters philosophische Theorie der modernen Welt“
- 2014: Inka Le–Huu für „Die sociale Emanzipation der Juden. Jüdisch-christliche Begegnungen im Hamburger Bürgertum (1830–1871)“
- 2015: Henning Türk für „Gestalter des Fortschritts – Ludwig Andreas Jordan (1811–1883), das Pfälzer Weinbürgertum und der deutsche Liberalismus im 19. Jahrhundert“
- 2016: Franziska Meifort für „Ralf Dahrendorf. Ein deutsch-britischer Intellektueller zwischen Wissenschaft, Politik und Öffentlichkeit“ und 
Fabian Rausch für „Konstitution und Revolution. Eine Kulturgeschichte der Verfassung in Frankreich 1814–1851“
- 2017: Manuel Limbach für „Bürger gegen Hitler. Vorgeschichte, Aufbau und Wirken des bayerischen ‚Sperr-Kreises‘“
- 2018: Matthias Oppermann für „Triumph der Mitte. Die Mäßigung der Old Whigs und der Aufstieg des britischen Liberalkonservatismus, 1750–1850“
- 2019: Desiderius Meier für „Hermann Dietrich. Ein liberaler Bürger in der Weimarer Republik“
- 2020: Tobias Müller für „Die Wurzeln des Populismus. Eine Ideengeschichte in den USA des 19. Jahrhunderts“
- 2021: Margarete Tiessen für „Creating Liberal Germany from Empire to Exile. The Fischer Circle, 1908–1950“
- 2022: Theo Jung für „Qui tacet: Die Politik des Schweigens im Europa des langen 19. Jahrhunderts“[5]
- 2023: keine Preisvergabe
- 2024: Robin Simonow für „Die Deutsche Fortschrittspartei im preußischen Verfassungskonflikt“ und 
Peter Tietze für „Begriff der Moderne. Richard Koebner als Wegbereiter der Historischen Semantik“[6]

## Kuratorium der Wolf-Erich-Kellner-Gedächtnisstiftung
Das Kuratorium besteht laut der Satzung aus mindestens sieben, höchstens dreizehn ehrenamtlichen Mitgliedern. Für je ein Mitglied des Kuratoriums sind der Vorstand der Friedrich-Naumann-Stiftung für die Freiheit, der Vorstand der Gesellschaft für die Freiheit – Freunde und Förderer der Friedrich-Naumann-Stiftung, der Landesvorstand der FDP Hessen und die Stifterfamilie vorschlagsberechtigt. Die weiteren Kuratoriumsmitglieder werden auf die Dauer von sechs Jahren durch das Kuratorium mit Zustimmung der Treuhänderin berufen. Fiduziar der Stiftung und zugleich Kuratoriumsmitglied ist der Leiter des Archivs des Liberalismus Ewald Grothe.
Vorsitzender des Kuratoriums der Wolf-Erich-Kellner-Gedächtnisstiftung ist Joachim Scholtyseck, sein Stellvertreter Eckart Conze.
Mitglieder des Kuratoriums sind (Stand 11/2021):
- Ernst Wolfgang Becker (Stiftung Bundespräsident-Theodor-Heuss-Haus, Stuttgart)
- Eckart Conze (Philipps-Universität Marburg)
- Jürgen Frölich (Bonn)
- Alexander Gallus (Technische Universität Chemnitz)
- Dominik Geppert (Universität Potsdam)
- Ewald Grothe (Archiv des Liberalismus, Gummersbach)
- Jens Hacke (Universität der Bundeswehr München)
- Anne Christine Nagel (Justus-Liebig-Universität Gießen)
- Frank Portz (Walluf)
- Susanne Schimanski (Essen)[9]
- Joachim Scholtyseck (Rheinische Friedrich-Wilhelms-Universität Bonn)
- Elke Seefried (Rheinisch-Westfälische Technische Hochschule Aachen)
- Ulrich Sieg (Philipps-Universität Marburg)